# Walter Haummer
Walter Haummer est un footballeur autrichien né le 22 novembre 1928 et mort le 5 octobre 2008. Il évoluait au poste d'attaquant.

## Biographie
Il joue l'intégralité de sa carrière au SC Wacker Vienne.
International, il reçoit 16 sélections en équipe d'Autriche de 1952 à 1957. Il fait partie de l'équipe autrichienne lors de la Coupe du monde 1954.

## Carrière
- 1949-1961 :  SC Wacker Vienne[2]

## Palmarès

### En sélection
- Troisième de la Coupe du monde en 1954

### En club
- Finaliste de la Coupe Mitropa en 1951 avec le SC Wacker Vienne
- Vice-champion d'Autriche en 1951, 1953 et 1956 avec le SC Wacker Vienne